# Spicheren
Spicheren (deutsch Spichern) ist eine französische Gemeinde mit 3180 Einwohnern (Stand 1. Januar 2022) im Département Moselle in der Region Grand Est (bis 2015 Lothringen). Der Ort wurde in Deutschland und Frankreich bekannt, weil Spichern Schauplatz der Schlacht bei Spichern des Deutsch-Französischen Kriegs von 1870/71 war.

## Geographie
Spicheren ist eine Gemeinde direkt an der französisch-deutschen Grenze, etwa fünf Kilometer östlich von Forbach am Wimmersbach. Der Grenzübergang Goldene Bremm (frz. Brème d’or) liegt auf der Gemarkung von Spicheren.

## Kultur und Sprache
Amtssprache ist Französisch. Als Umgangssprache ist Deutsch besonders in seiner Ausprägung als Lothringer Platt unter der älteren Bevölkerung noch sehr verbreitet. Bedingt durch die Nähe zum Ballungsraum Saarbrücken und die besondere Wohnqualität haben 30 Prozent der Einwohner Spicherns die deutsche Staatsbürgerschaft. Im Rahmen eines grenzüberschreitenden Projekts werden die Kinder in der Vor- und Grundschule seit 2005 zweisprachig unterrichtet.

## Geschichte
Der Name des 1259 erstmals erwähnten Dorfs, leitet sich vom lateinischen Wort spicarium für ‚Getreidespeicher‘ ab. Die Ortschaft gehörte 1376  Arnold von Pittingen als Lehensträger der Herrschaft Forbach und dann zu Lothringen.
Durch den Frankfurter Frieden vom 10. Mai 1871 kam die Region an Deutschland, und das Dorf wurde dem Kreis Forbach im Bezirk Lothringen,  im Reichsland Elsaß-Lothringen, zugeordnet. Nach dem Ersten Weltkrieg wurde die Region aufgrund der Bestimmungen des Versailler Vertrags 1919 wieder an Frankreich abgetreten. Der Bezirk Lothringen blieb in seinen 1871 entstandenen geographischen Ausmaßen erhalten und wurde in Département Moselle umbenannt. Im Zweiten Weltkrieg war die Region von der deutschen Wehrmacht besetzt und als CdZ-Gebiet Lothringen faktisch annektiert.

### Deutsch-Französischer Krieg
Am Nachmittag des 6. August 1870 begann neben weiteren verlustreichen Gemetzeln der Sturm preußischer Truppen gegen den Roten Berg, eine steile Erhebung östlich von Spichern, den die Franzosen zunächst hartnäckig verteidigten. Schließlich mussten sie zurückweichen und ermöglichten somit den weiteren Vorstoß der Preußen, was letztlich zur französischen Kapitulation mit beitrug.
Nach der Eingliederung Elsaß-Lothringens errichteten die Preußen am 6. August 1872, dem Jahrestag der Schlacht bei Spichern, fünf Denkmäler auf den sogenannten Spicherer Höhen. Am Nordausgang von Spicheren befindet sich die deutsch-französische Kriegsgräberstätte „Giffertwald“. Im Jahr 1934, nachdem die Region seit 1919 wieder zu Frankreich gehört hatte, wurde das 15 Meter hohe Kreuz zu Ehren der am 6. August 1870 gefallenen französischen Soldaten errichtet.

Schlacht bei Spichern aus Sicht der 77er gegen 4 Uhr Nachmittags
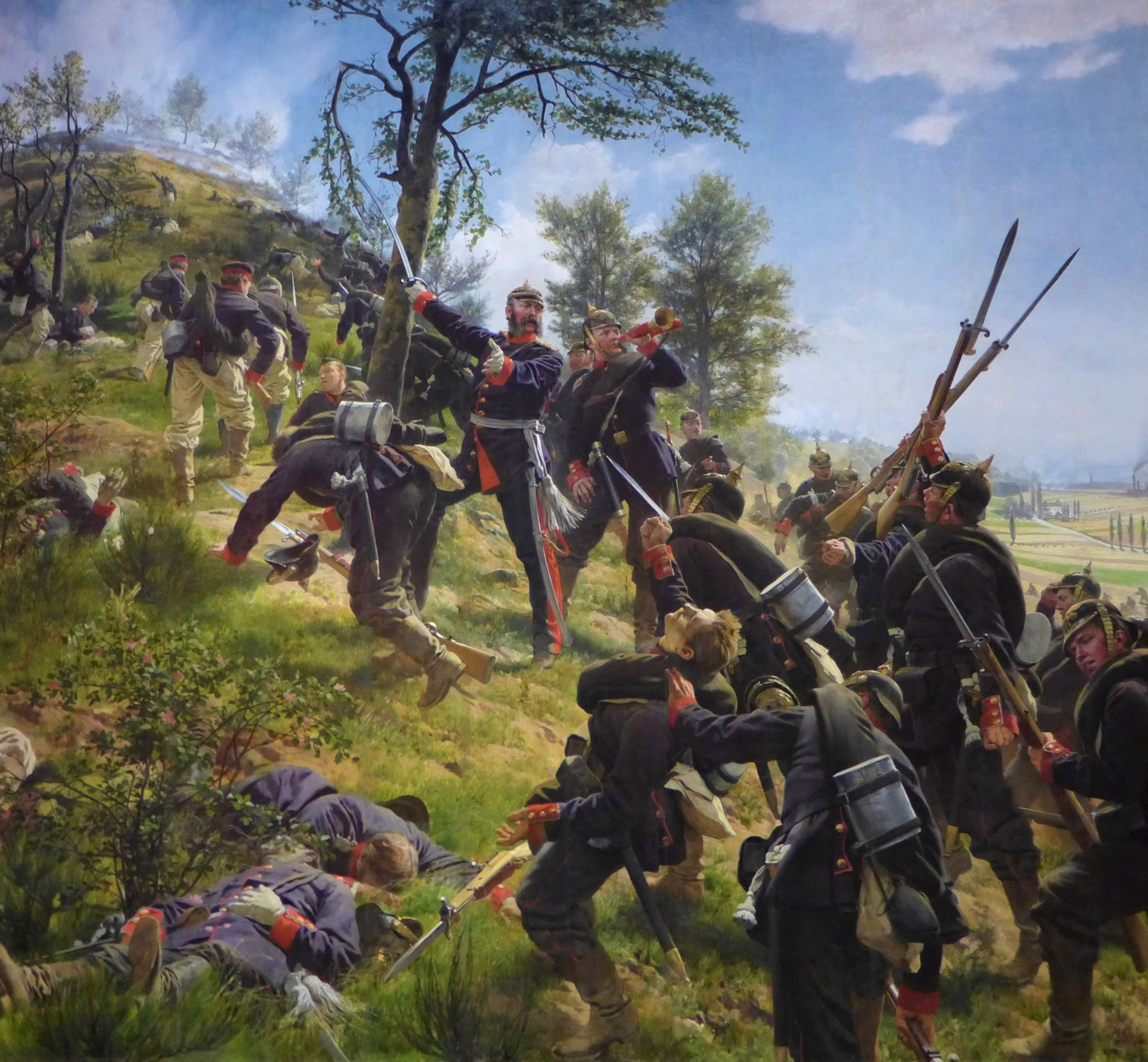
Die Erstürmung des Roten Bergs bei Spicheren, Gemälde von Anton von Werner aus dem Saarbrücker Rathauszyklus mit General Bruno von François als Hauptfigur, 1877–1880
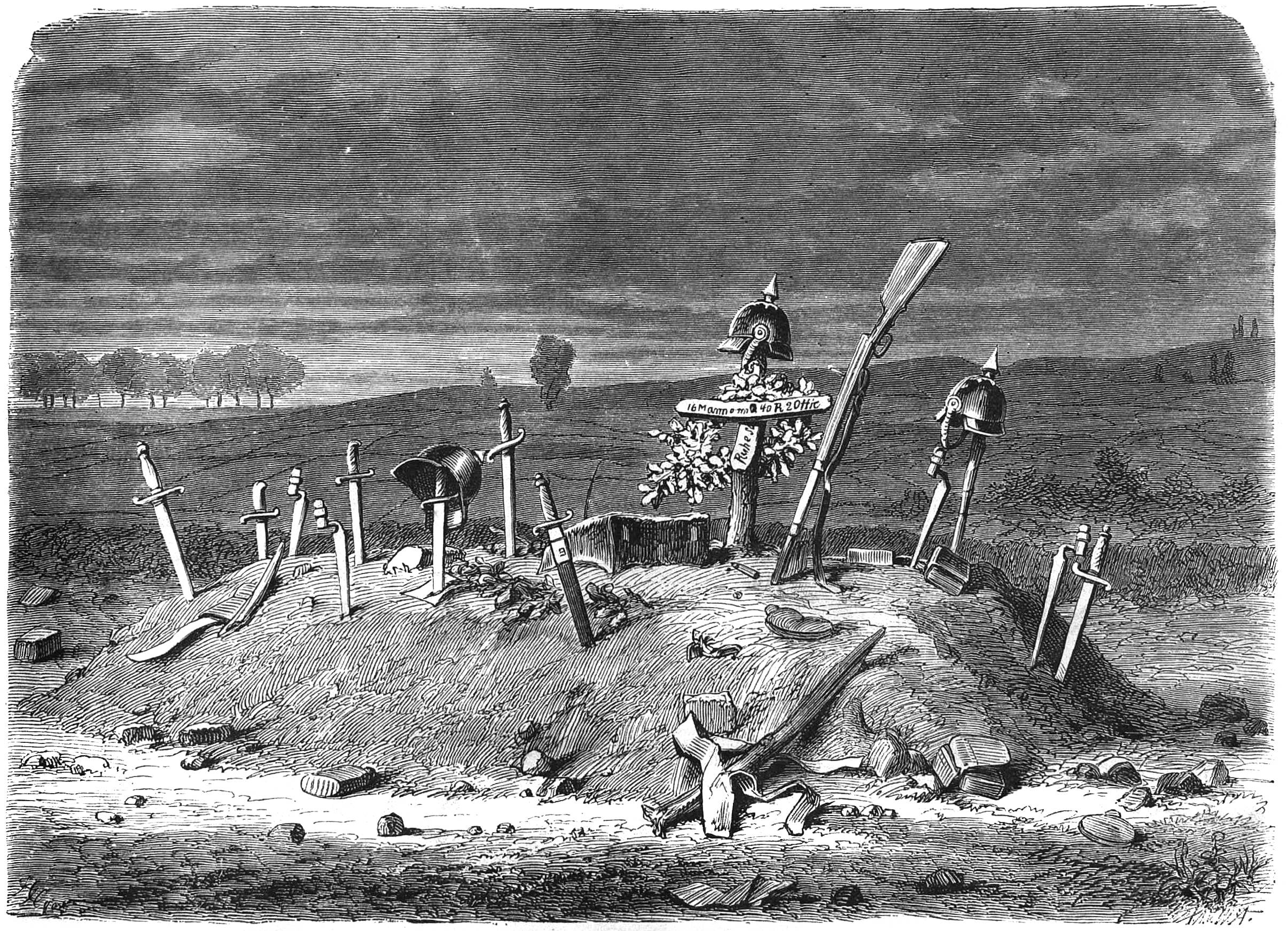
Soldatengrab bei Spichern 1870
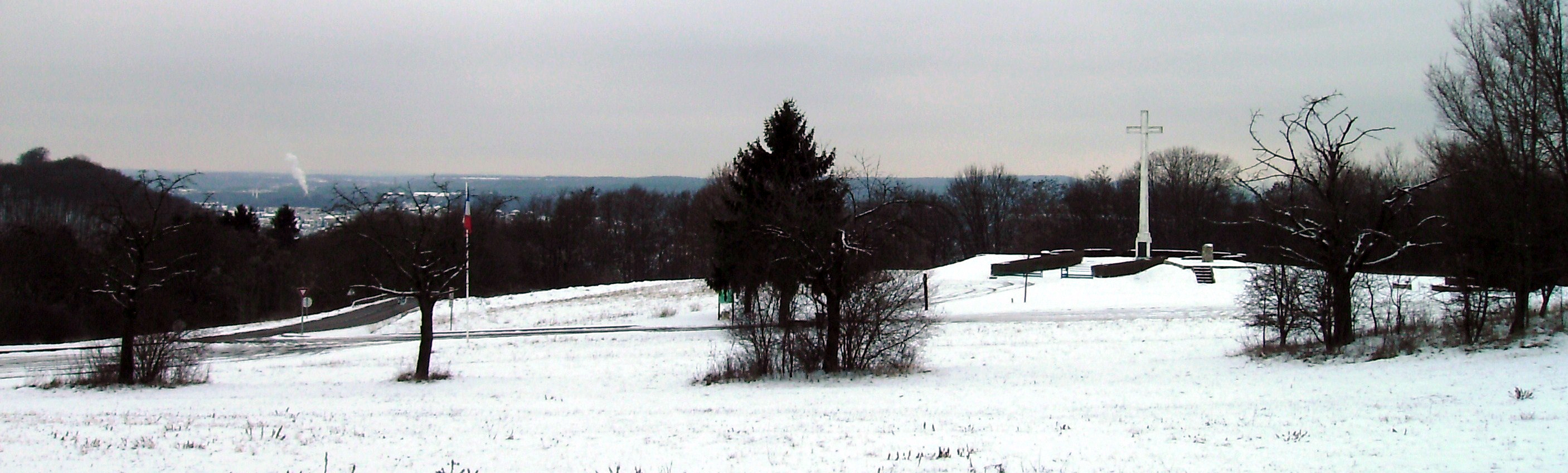
Ehrenmal auf der Spicherer Höhe mit Blick in das Forbacher Becken

### Zweiter Weltkrieg
Zu Beginn des Zweiten Weltkrieges spielten die Spicherer Höhen eine bemerkenswerte Rolle für die deutsche Verteidigung, weil dort deutsche Truppen nach dem Rückzug französischer Truppen an die Maginot-Linie auf seit 1919 französischem Staatsgebiet stationiert waren. Die Nähe zu den saarländischen Industrieanlagen und zur Großstadt Saarbrücken gebot aus deutscher Sicht die Einnahme des Giffertwaldes nahe Spicherns.
Im Dezember 1939 wurden auf den Spicherer Höhen erste provisorische Unterstände errichtet. Am 24. Dezember 1939 besuchte Adolf Hitler die dortigen Stellungen. Begleitet wurde er von Erwin von Witzleben, dem Oberbefehlshaber der 1. Armee. Aus Anlass der ersten Kriegsweihnacht läuteten die Glocken der Kirche St Laurent von Spichern. Einer der Unterstände wurde in der Folge als „Adolf-Hitler-Stellung“ bezeichnet. Von Januar bis Juni 1940 wurde die Spichern-Stellung als Teil des Westwalls ausgebaut. Die Bunker der Spichern-Stellung wurden nicht geschleift.
Zum 1. April 1943 wurden Spichern, ebenso wie die Stadt Forbach, die bereits um Stieringen und Schönecken vergrößert worden war, und die Gemeinden Alstingen und Kleinrosseln aus dem Landkreis Sankt Avold herausgelöst und als besonderer Verwaltungsbezirk Forbach in die Verwaltung der Stadt und des Stadtkreises Saarbrücken überführt. Das geschah im Vorgriff auf die Bildung des Reichsgaues Westmark – die bis Kriegsende nicht mehr stattgefunden hat – und die geplante formelle Eingemeindung nach Saarbrücken.
Am 21. Februar 1945 nahmen US-amerikanische Truppen der 70th Infantry Division (Trailblazers) das Dorf ein. Auf der Spicherer Höhe befindet sich die Deutsche Kriegsgräberstätte Spicherer Höhen mit im Frontbereich gefallenen deutschen Soldaten des Zweiten Weltkriegs. Ein am 8. Mai 1997 von den Veteranen der Trailblazers der Gemeinde Spicheren gestifteter Panzer M24 Chaffee mahnt an die Schrecken des Krieges.

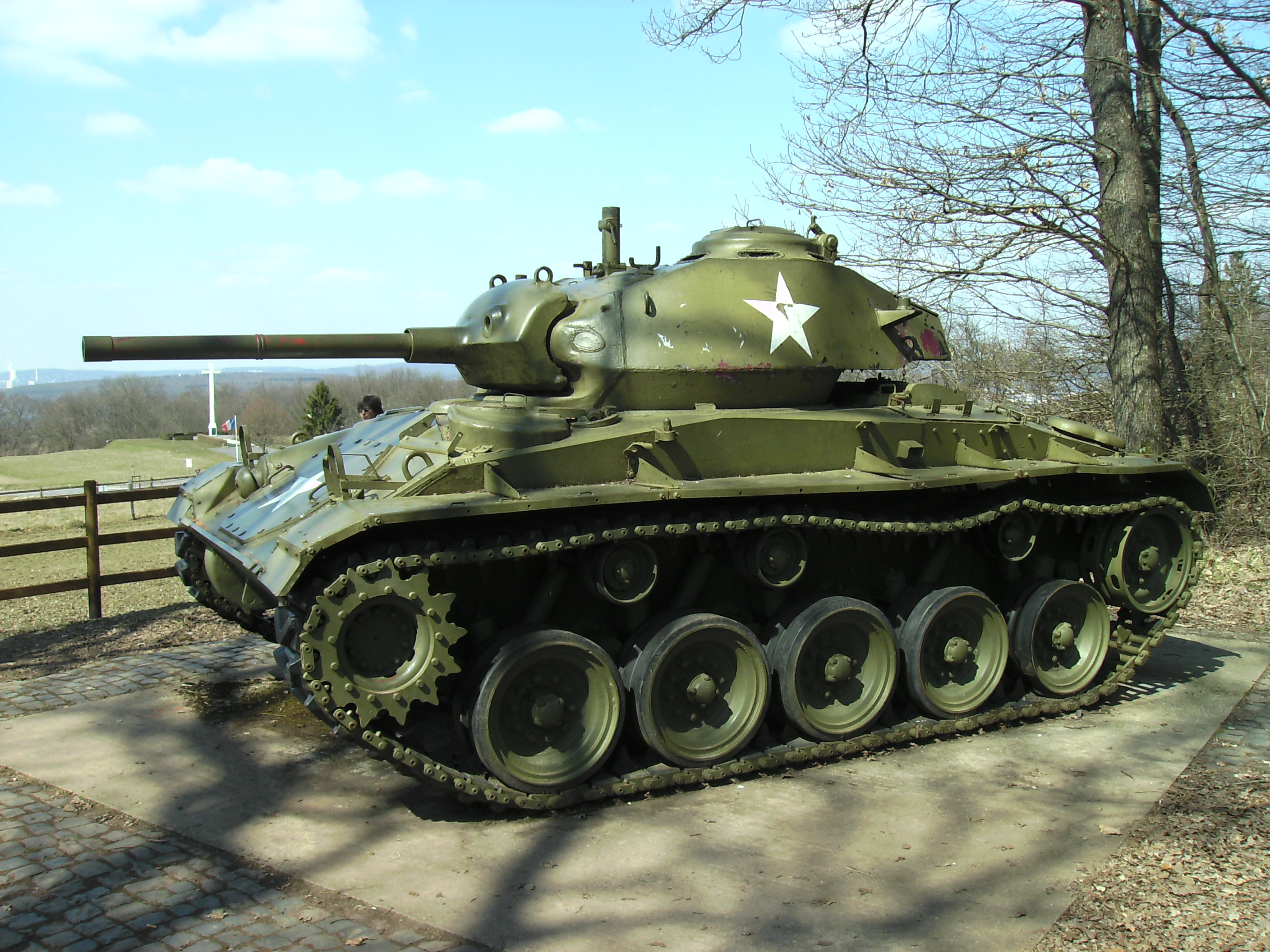
Panzerdenkmal (M24 Chaffee) auf der Spicherer Höhe

### Wappen
Zwei Ähren auf dem Wappen der Gemeinde sollen daran erinnern, dass der Ort urkundlich erstmals als „Getreidespeicher“ genannt wurde. Das Schwert, das diese zwei Ähren trennt, erinnert an die Schlacht im Französisch-Deutschen Krieg (Juli 1870 bis Februar 1871).

## Sehenswürdigkeiten

### Kirche
Die Kirche St-Laurent wurde 1830 erbaut.

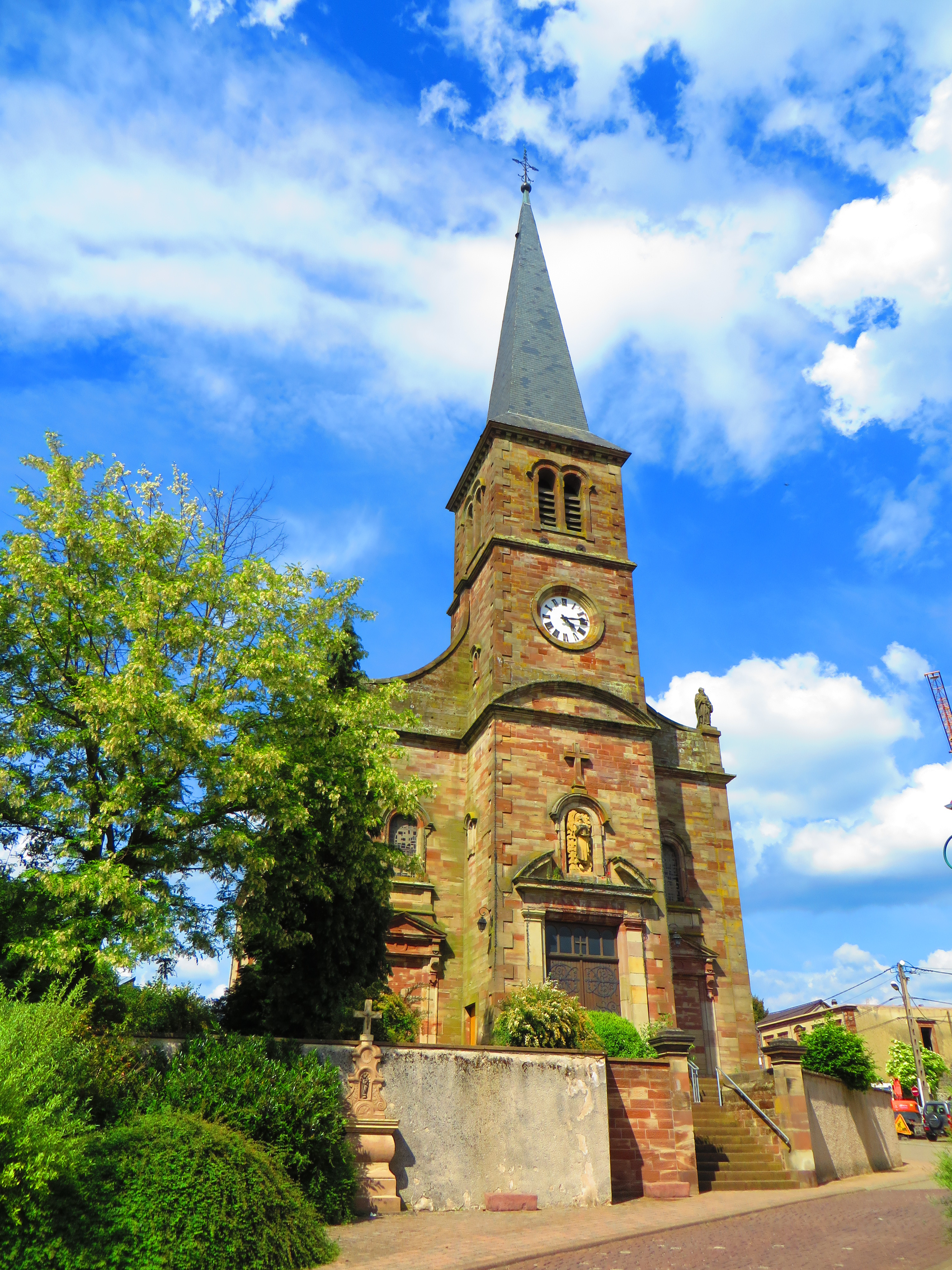
Kirche St. Laurent
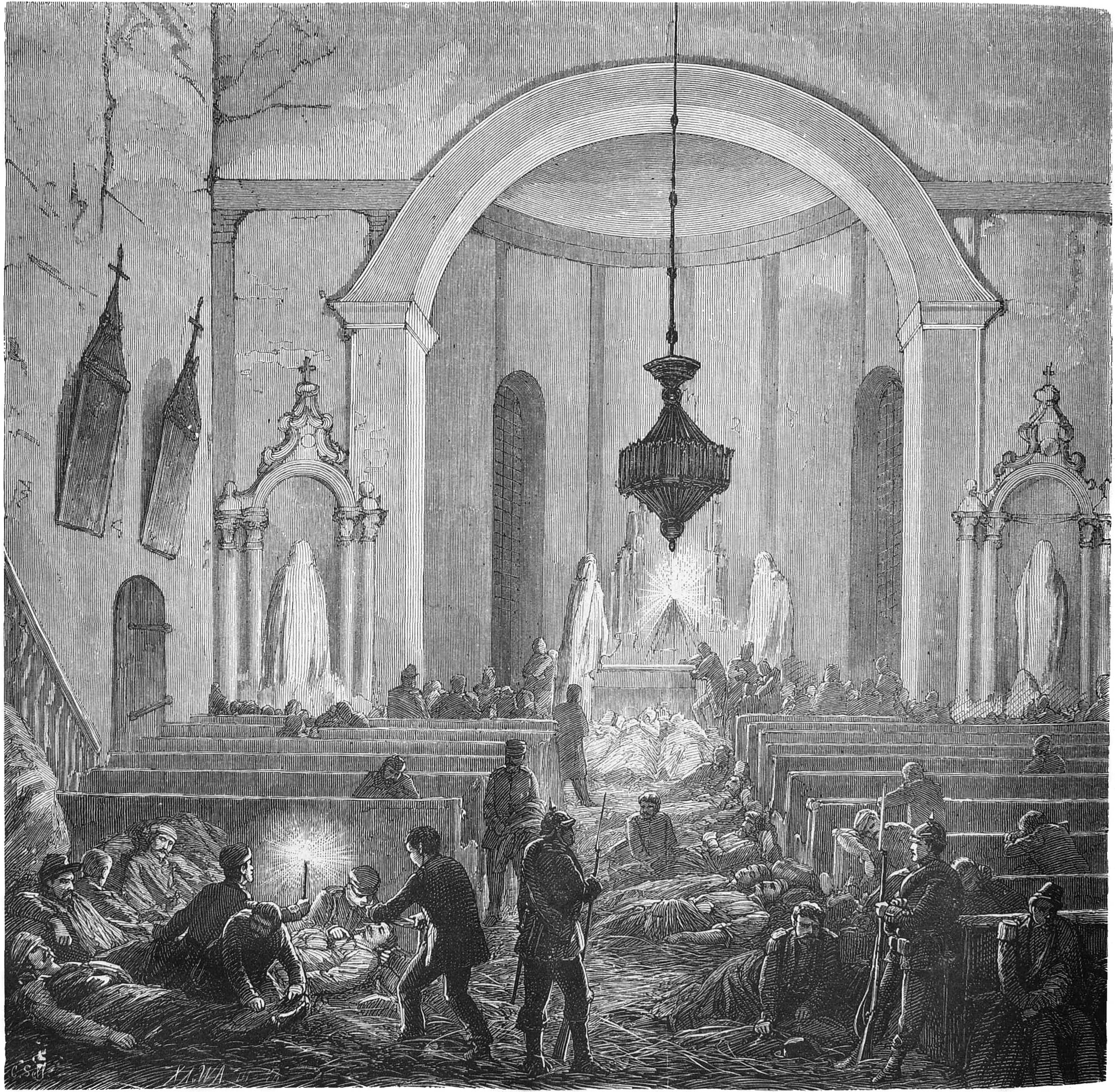
St. Laurent als Feldlazarett 1870

### Kreuzheck
Ein hufeisenförmiges Tal namens Kreuzheck, das sehr viele fruchtbare Böden einschließt und von einem Kalksteinfelsvorsprung in 157 Meter Höhe überragt wird, ist ein ehemaliger Kalksteinbruch.
Bereits 1862 wurde in der Spicherer Flur Kreutzeck Kalkstein abgebaut und ein Kalkofen betrieben, der Glasöfen in Schœneck belieferte. Im Jahre 1909 übernahm die Luxemburger Firma ARBED den Steinbruch, der nun auf neun Hektar ausgeweitete Abbaubereich erstreckte sich auf die Gemeindegebiete von Spicheren, Etzling und Alsting. ARBED installierte auch eine fünf Kilometer lange Drahtseilbahn und transportierte damit täglich bis zu 500 Tonnen Gestein über die Saar nach Bübingen in Deutschland. Bis zu 150 Arbeiter aus den umliegenden Dörfern und italienische Gastarbeiter arbeiteten hier bis 1944.
Besonders günstige klimatische Verhältnisse haben in der langgestreckten Grube eine artenreiche Flora und Fauna gefördert. Heute sind die Gleise von Moosen und Farnen bedeckt. Es finden sich hier mehrere Orchideenarten sowie weitere Pflanzen, die das Gebiet Kreuzheck als ein Naturreservat qualifizieren.
Im Jahr 1926 wurden im Steinbruch die versteinerten Überreste eines urzeitlichen Nashorns entdeckt, des Weiteren Pflanzenreste, die auf ein prähistorisches Jagdlager schließen lassen.

## Verkehr
Spicheren liegt an der Europastraße 50, die auf deutscher Seite die Bundesautobahn 6, auf französischer Seite die Autoroute 320 ist. In Spicheren beginnt auch die Nationalstraße N3 nach Paris. Der deutsch-französische Grenzübergang heißt Goldene Bremm (frz. La Brême d’or).

## Belege
1. 1 2  Eugen H. Th. Huhn: Deutsch-Lothringen. Landes-, Volks- und Ortskunde, Stuttgart 1875, S. 380 (books.google.de).
2. ↑  Albert Ruppersberg: Saarbrücker Kriegs-Chronik. Ereignisse in und um Saarbrücken und St. Johann sowie am Spicherer Berger 1870. Verlag von H. Klingebeil, Saarbrücken 1895, S. 266 (Google Books)
3. ↑  Onlineprojekt Gefallenendenkmäler: Spichern (Deutsche Kriegsgräberstätte 1870/71), Département Moselle, Frankreich, PLZ 57350, Deutsch-Französische Kriegsgräberstätte „Giffertwald“ des Krieges 1870/71 am Nordausgang von Spichern.
4. ↑  Peter Steil: Sonderbeitrag: Der deutsch-französische Soldatenfriedhof Giffertwald Spichern (1870/71).
5. ↑  Rolf Wittenbrock: Ehemaliges Schlachtfeld Spichern. memotransfont, abgerufen am 4. September 2013.
6. ↑  Karl August Schleiden: Saarbrücken, so wie es war. Teil 2, Düsseldorf, 1980, S. 32.
7. ↑  Gerhild Krebs: Die Befestigungsanlagen des Westwalls im Saarland. memotransfont, abgerufen am 3. September 2013.
8. ↑  siehe zum Beispiel Arbeitsgemeinschaft Westwall
9. ↑  Landesplanungsgemeinschaft Westmark (Hrsg.): Karte „Politische Grenzen im Gau Westmark“, Stand August 1941, abgedruckt als Karten-Beilage 8 in: Walther Hubatsch (Hrsg.): Grundriß zur deutschen Verwaltungsgeschichte 1815–1945. Band 7, Marburg/Lahn, 1978; sie zeigt "Stieringen (Wm.)" und "Schönecken (Wm.)" bereits als Teile der Stadt Forbach, mit einer „ehemaligen Gemeindegrenze“ und eingeklammertem Gemeindenamen als aufgelöst gekennzeichnet.
10. ↑  Fabian Lemmes: Zwangsarbeit in Saarbrücken. Ausländische Zivilarbeiter und Kriegsgefangene 1940–1945. St. Ingbert, 2004, Seite 86.
11. ↑  siehe zum Beispiel Arbeitsgemeinschaft Westwall
12. ↑  Wappenbeschreibung auf genealogie-lorraine.fr (französisch)